# 시청광장 (빌뉴스)

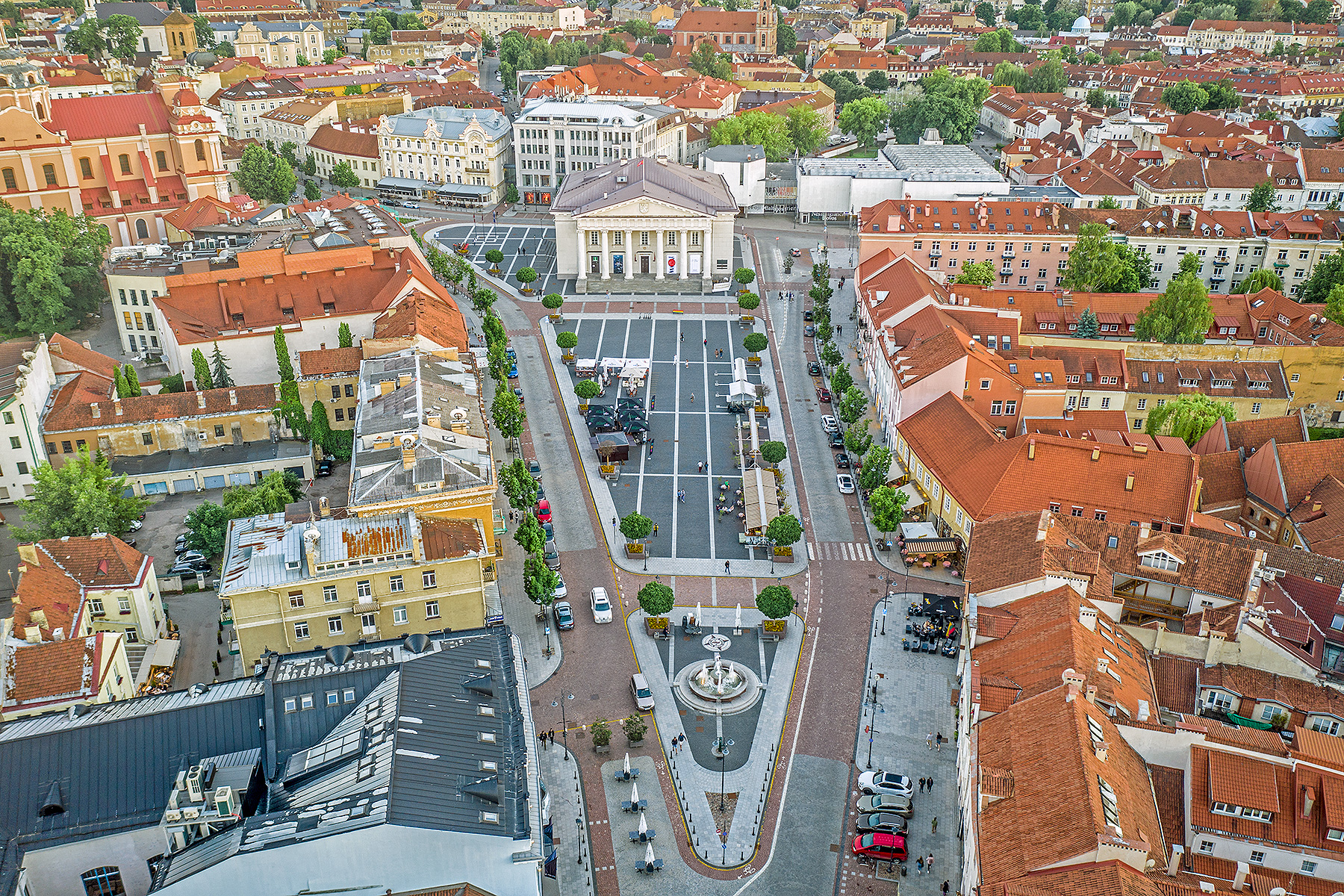
시청광장

시청광장(리투아니아어: Rotušės aikštė)은 리투아니아 빌뉴스에 있는 광장이다. 빌뉴스 구시가지에 있는 빌뉴스 시청사가 근처에 있다.
광장은 19세기까지 처형 장소였다.